# Чистилище (фільм)
«Чистилище» (англ. Purgatory) — американський телевізійний фільм 1999 року.

## Сюжет
Банда Чорного Джека пограбувала банк і спробувала утекти. Однак переслідувачі відбили у них гроші. Чорному Джеку не залишалося ні чого, як поїхати зі своїми людьми до Мексики. Звернувши не туди, вони потрапляють в «Тиху Гавань», містечко, яке загубилося далеко від жвавих шляхів, чиї жителі об'єднані спільною таємницею.

## У ролях
| Актор                 | Роль                  |
| --------------------- | --------------------- |
| Сем Шепард            | Дикий Білл Гікок      |
| Ерік Робертс          | Блекджек Бріттон      |
| Ренді Куейд           | Док Холлідей          |
| Пітер Стормаре        | Кевін Гатрі           |
| Бред Роу              | Лео «Сонні» Діллард   |
| Донні Волберг         | Біллі Кід             |
| Джон Девід Саузер     | Джессі Джеймс         |
| Амелія Хайнл          | Роуз / Бетті Маккалоу |
| Шеннон Кенні          | Доллі Слоун / Айві    |
| Джон Денніс Джонстон  | Ламб / «Лівша» Слейд  |
| Саджіно Грант         | брамник               |
| Річард Едсон          | Евріпід               |
| Грегорі Скотт Каммінс | Нокс                  |
| Джон Діл              | Badger                |
| Р.Г. Армстронг        | кучер                 |
| Ліс Ленном            | бармен                |
| Майкл Шейнер          | Хасінто               |